# Inhibidor de aromatasa

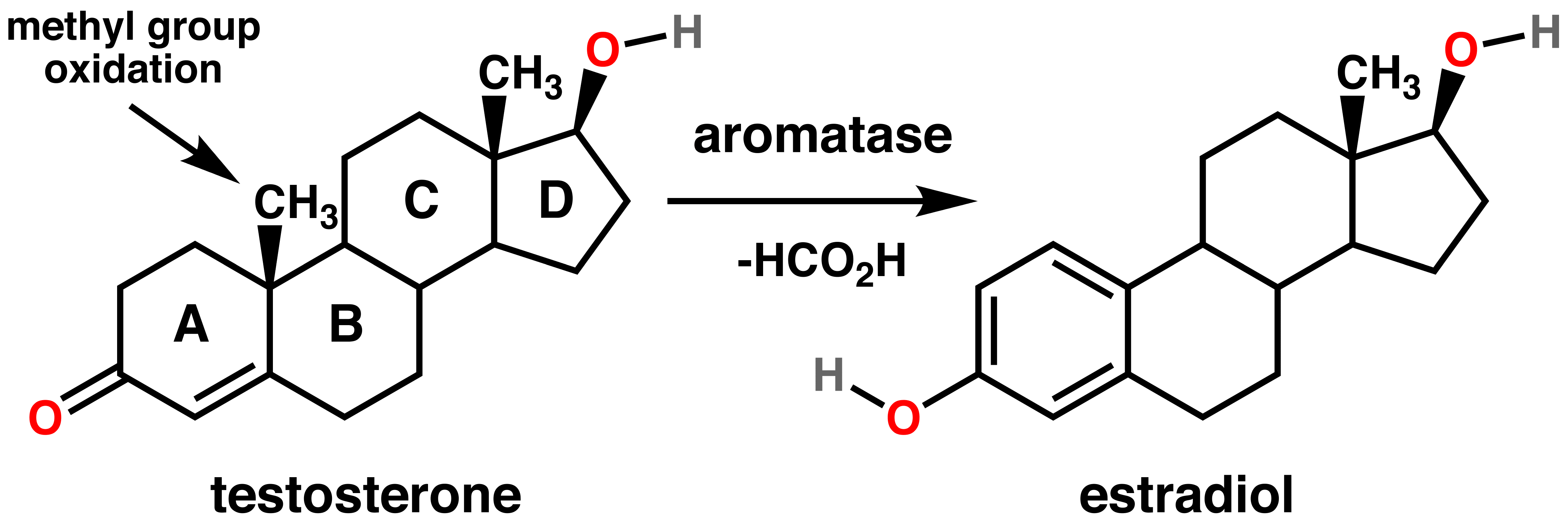
La aromatasa convierte la testosterona en estradiol.

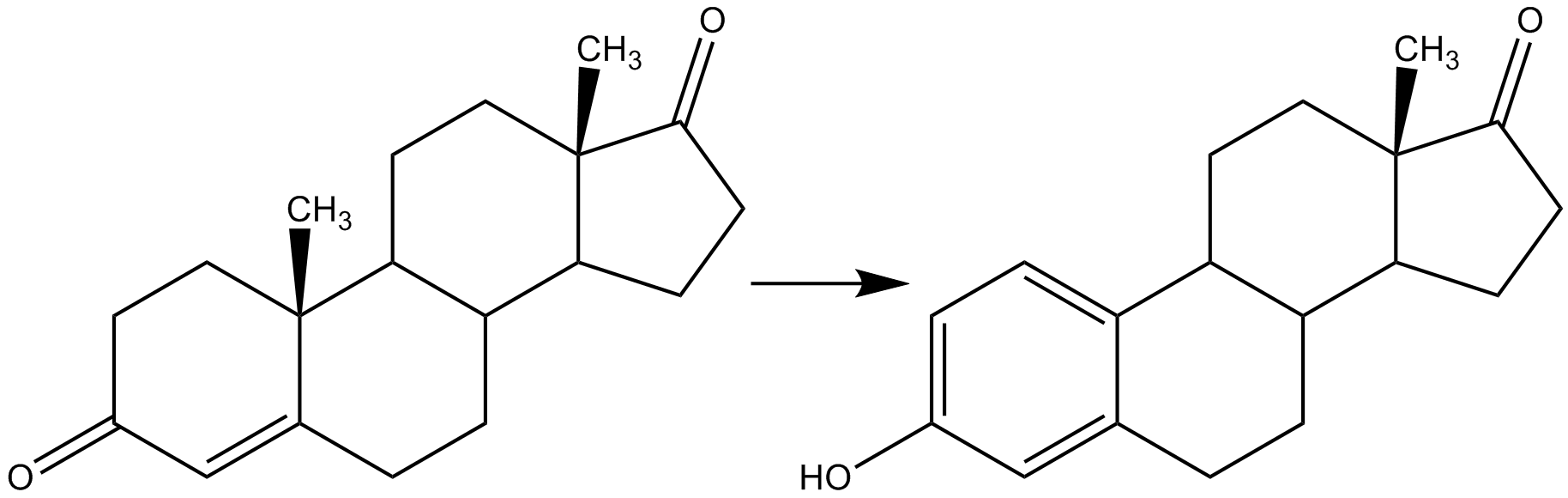
La aromatase convierte la androstenediona en estrona.

Los inhibidores de aromatasa (IA) son una clase de medicamentos usados en el tratamiento de cáncer de mama y cáncer de ovario en mujeres posmenopáusicas. Los más utilizados son letrozol y anastrozol
Algunos cánceres requieren estrógeno para crecer. La aromatasa es una enzima que sintetiza estrógenos. Los inhibidores de aromatasa bloquean la síntesis de estrógenos. Esto reduce los niveles de estrógeno, y frena el crecimiento de cánceres.
En mujeres premenopáusicas, los estrógenos son producidos en los ovarios. En las mujeres posmenopáusicas, los estrógenos son producidos en los tejidos adiposos y en otras partes del cuerpo. Los inhibidores de aromatasa no pueden detener a los ovarios de producir estrógenos, entonces ellos solo pueden bloquear la producción de estrógenos con eficacia en mujeres postmenopáusicas.

## Tipo I y II
Los IAs se categorizan en dos tipos:
- Inhibidores esteroideos irreversibles, tales como el exemestano (Aromasin) que forman una unión permanente con el complejo de la enzima aromatasa.
- Inhibidores no-esteroideos, tales como el anastrozol (Arimidex) y letrozol (Femara) inhiben la enzima por competición reversible.

## Modo de acción
Los inhibidores de aromatasa funcionan inhibiendo la acción de la enzima aromatasa, que convierte los andrógenos en estrógenos mediante un proceso llamado aromatización. Ya que los tejidos mamarios son estimulados por los estrógenos, al disminuir la producción de la misma se podría suprimir la reaparición de un tejido cancerígeno mamario.
La fuente principal de estrógenos en las mujeres premenopáusicas son los ovarios, mientras que en las mujeres postmenopáusicas la mayoría de los estrógenos son producidos vía la conversión de los andrógenos en estrógenos por medio de la enzima aromatasa en los tejidos periféricos (por ejemplo en los tejidos adiposos como el tejido mamario) y en un número de sitios en el cerebro. El estrógeno es producido localmente a través de la acción de la aromatasa ubicada en estos tejidos periféricos. Cualquier estrógeno circulando en las mujeres postmenopáusicas como también los hombres, es el resultado de los estrógenos escapando del metabolismo local y entrando en el sistema circulatorio.

## Indicaciones

### Cáncer
A diferencia de las mujeres premenopáusicas, quienes producen la mayoría de sus estrógenos en los ovarios, las mujeres postmenopáusicas producen sus estrógenos mayoritariamente a través de la enzima aromatasa en los tejidos periféricos del cuerpo. Ya que algunos cánceres mamarios responden a los estrógenos, la reducción de la producción de estrógenos en el sitio del cáncer (por ejemplo en el tejido adiposo de las mamas) con inhibidores de aromatasa ha demostrado ser un tratamiento efectivo contra el cáncer mamario sensible a las hormonas en las mujeres postmenopáusicas.
Por lo general, los inhibidores de aromatasa no son usados para tratar el cáncer de mama en las mujeres premenopáusicas. Cuando un inhibidor de aromatasa es usado en una mujer premenopáusica, la disminución de estrógenos activa el eje hipotálamo-pituitaria para incrementar la secreción de gonadotropina, que a su vez estimula los ovarios a incrementar su producción de andrógenos. Esto contrarresta los efectos del inhibidor de aromatasa.
Un área en curso de investigación clínica está optimizando las terapias hormonales adyuvantes en mujeres postmenopáusicas con cáncer de mama. El tamoxifeno ha sido el tratamiento estándar, sin embargo los ensayos ATAC han mostrado que los resultados clínicos son superiores con un IA en mujeres postmenopáusicas con cáncer mamario localizado con receptores de estrógenos. Actualmente, se están realizando estudios adicionales sobre los efectos de varios inhibidores de la aromatasa.

### Otros usos y fuentes de inhibidores de aromatasa

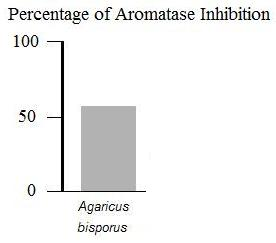
Resultados de un ensayo enzimático realizado con el champiñón común y la enzima aromatasa.

Se están realizando investigaciones para buscar otras aplicaciones. Los investigadores están estudiando los inhibidores de aromatasa para estimular la ovulación (de una manera similar, pero no exactamente igual, al citrato de clomifeno) o suprimir la producción de estrógenos, por ejemplo en endometriosis.
Los IAs también han sido experimentalmente usados en el tratamiento de adolescentes cuyas altura adulta pronosticada es baja.
Los fisicoculturistas que se administran esteroides anabólicos con potencial de ser aromatizados por la enzima aromatasa, también podrían tomar IAs para prevenir la conversión de dicho esteroide en estrógeno; un incremento en los niveles de estrógenos tiene consecuencias indeseables para el fisicoculturista, tales como la ginecomastia. Esto es a menudo el caso cuando un inhibidor de aromatasa natural 4-OHAD ha sido inhibida. El 4-OHAD es un metabolito de la testosterona, lo que significa que la 4-OHAD se mantiene inhibida cuando los niveles de aromatasa están elevados.
En un estudio reciente, los inhibidores de aromatasa fueron encontrados de ser no más exitosos que un placebo en tratar la ginecomastia puberal.
Los inhibidores de aromatasa también han demostrado de revertir la disminución en los niveles de testosterona relacionado con el envejecimiento, como también el hipogonadismo primario.
Extractos de ciertas setas han demostrado inhibir la enzima aromatasa al ser evaluadas por ensayos enzimáticos, el champiñón común ha demostrado la mayor capacidad de inhibir la enzima.

## Efectos secundarios de los inhibidores de aromatasa
• Un aumento de los trastornos de las articulaciones (incluyendo la artritis, artrosis y artralgia).
• Un aumento en la incidencia de la osteoporosis y fracturas (específicamente fracturas de la espina, cadera y muñeca). Una fractura de cadera a menudo resulta en una hospitalización prolongada y un cuidado de larga duración en las mujeres postmenopáusicas.
• Hipercolesterolemia (especialmente sin inhibidores de 5-alfa reductasa).
Los bisfosfonatos son a veces prescritos para prevenir la osteoporosis inducida por los inhibidores de aromatasa pero tiene otro efecto secundario serio, la osteonecrosis de la mandíbula. Dado que las estatinas tienen un efecto fortalecedor de la masa ósea, combinar una estatina con un inhibidor de aromatasa podría evitar tanto las fracturas como los posibles riesgos cardiovasculares sin la osteonecrosis de la mandíbula.
El concepto de las estatinas y 'reforzamiento óseo' no está claramente establecido y no existe evidencia clara de la prevención de fracturas. Por lo tanto, la defensa de la combinación de inhibidores de aromatasa con estatinas no tiene un apoyo sustantivo.
Algunos productos comercializados como suplementos dietéticos contienen inhibidores de aromatasa, comúnmente conocidos como "ATD". Los eventos adversos asociados con el uso de inhibidores de aromatasa incluyen los siguientes: disminución de la rapidez de maduración y crecimiento óseo, disminución en la producción de espermatozoides, esterilidad, comportamiento agresivo, insuficiencia renal, insuficiencia suprarrenal, y disfunción hepática. Consumidores con anormalidades en el hígado, riñón, glándula suprarrenal, o próstata tienen un mayor riesgo de desarrollar dichos eventos adversos.

## Miembros
Algunos inhibidores de aromatasa en actual uso incluyen:

### No-selectivos
- Aminoglutetimida
- Testolactona (Teslac)

### Selectivos
- Anastrozol (Arimidex)
- Letrozol (Femara)
- Exemestano (Aromasin)
- Vorozole (Rivizor)
- Formestano (Lentaron)
- Fadrozole (Afema)

### Desconocidos/desagrupados
- 4-Androstene-3,6,17-trione ("6-OXO", comercializado como un suplemento dietético para atletas, levantador de pesas, y fisicoculturistas).
- 1,4,6-Androstatrien-3,17-dione (ATD)
- 4-Hydroxyandrostenedione[15]